# Akram Nakach
Akram Nakach, född 7 april 2002 i Casablanca, är en marockansk fotbollsspelare.

## Karriär
Akram Nakach inledde sin seniorkarriär i Union de Touarga år 2021. 2024 flyttade han till ASFAR. Han har representerat Marocko U17- och U23-nivån. Han ingick i det marockanska laget som vid olympiska sommarspelen 2024 i Paris tog brons efter att Marocko besegrat Egypten i bronsmatchen.